# Churlin Alto
Churlin Alto, cuyo nombre completo es San Mateo de Churlin, es un caserío peruano ubicado en el distrito de Pativilca, perteneciente a la provincia de Barranca del departamento de Lima, en la costa central del Perú. 

## Ubicación
Churlin Alto se ubica al norte de la provincia de Barranca, en el distrito de Pativilca, en el departamento de Lima.

## Demografía
En 2017 Churlin Alto tenía una población de 307 habitantes.